# Crémieu
Crémieu è un comune francese di 3 400 abitanti situato nella parte settentrionale del dipartimento dell'Isère della regione dell'Alvernia-Rodano-Alpi, non lontano dai confini con i dipartimenti del Rhône e dell'Ain. È capoluogo dell'omonimo Cantone di Crémieu.
È un tipico borgo medievale e di interesse storico/architettonico sono: il mercato medievale (XV secolo); il convento degli Agostiniani (XIV secolo); la torre dell'orologio e le rovine del convento di Saint Hyppolite. Faceva parte del territorio del Delfinato.

## Società

### Evoluzione demografica
Abitanti censiti